# Hugo Valente
Hugo Valente (Choisy-le-Roi, 17 giugno 1992) è un ex pilota automobilistico francese, noto soprattutto per la sua militanza nel campionato del mondo turismo.

## Carriera
Nel 2009 ha debuttato nella Eurocup Formula Renault 2.0 alla guida di una Tatuus della SG Formula classificandosi 24º, ottenendo come miglior risultato un ottavo posto al Nürburgring. L'anno successivo viene ingaggiato dalla neonata Tech 1 Racing. In questa stagione ottiene come miglior risultato un secondo posto ad Aragón, classificandosi 12º finale con 28 punti.
Dopo aver trascorso un anno sabbatico, nel 2012 è tornato alle corse nella SEAT León Supercopa francese. Ha guidato le classifiche per gran parte della stagione, perdendo però il titolo all'ultima gara a favore di Jimmy Antunes.
Sempre nel 2012, in contemporanea al suo impegno nella SEAT León Supercopa francese, ha disputato la gara di Cina del campionato del mondo turismo con una SEAT León preparata dalla SUNRED Engineering. Nel 2013 è stato ingaggiato dalla Campos Racing per un programma parziale nel WTCC. Alla guida di una SEAT León simile a quella guidata l'anno precedente, ha disputato 7 gare su 12, ottenendo come migliore risultato un ottavo posto e classificandosi 21º con 4 punti. L'anno successivo è stato confermato dalla Campos alla guida di una Chevrolet Cruze preparata dalla RML secondo le nuove specifiche TC1; ha inoltre firmato un contratto valido per l'intera stagione. Con la nuova vettura ha ottenuto come migliori piazzamenti tre terzi posti, che gli hanno valso il 12º posto in classifica finale. Confermato anche per il 2015, ha ottenuto come migliori piazzamenti due terzi posti, che gli hanno valso il 9º posto finale. Si è inoltre messo in mostra per essere stato il primo tra i piloti delle Chevrolet Cruze. Nel 2016 ha scelto di non rinnovare i contratti con i suoi sponsor per passare da pilota pagante a pilota stipendiato. Non avendo rinnovato il suo contratto con la Campos Racing per mancanza di sponsor, ha inizialmente trattato con alcune scuderie impegnate nelle TCR International Series, salvo poi trovare un accordo con la Lada come pilota ufficiale WTCC. Nonostante la possibilità per la prima volta nella sua carriera di correre con una scuderia ufficiale, il pilota francese non è riuscito a ripetere i successi della stagione precedente, venendo relegato al ruolo di terzo pilota rispetto ai compagni di squadra Gabriele Tarquini e Nicky Catsburg. Ha chiuso 12º in classifica finale con 78 punti. A stagione ancora in corso e a pochi giorni dell'annuncio della Lada del ritiro dal WTCC, ha annunciato che non avrebbe comunque rinnovato il suo contratto con la casa russa e che quella in corso sarebbe molto probabilmente stata la sua ultima stagione nel WTCC, a causa della scarsità di posti stipendiati.
Per il 2017 è stato ingaggiato dalla Craft-Bamboo Racing, scuderia militante nelle TCR International Series, alla guida di una SEAT León con specifiche TCR. A metà stagione, tuttavia, ha annunciato il suo ritiro dalle competizioni per dedicarsi alla figlia nata da pochi mesi.

## Risultati

### Formula Renault 2.0 W.E.C.
(legenda) (Le gare in grassetto indicano la pole position) (Gare in corsivo indicano Gpv)
| Anno | Scuderia   | Vettura        | 1        | 2        | 3       | 4       | 5       | 6         | 7         | 8         | 9         | 10      | 11      | 12      | 13      | 14      | Pos. | Punti |
| ---- | ---------- | -------------- | -------- | -------- | ------- | ------- | ------- | --------- | --------- | --------- | --------- | ------- | ------- | ------- | ------- | ------- | ---- | ----- |
| 2009 | SG Formula | Tatuus-Renault | NOG 1 13 | NOG 2 11 | CAT 1 7 | CAT 2 7 | PAU 1 9 | PAU 2 Rit | MAG 1 Rit | MAG 2 Rit | SPA 1 Rit | SPA 2 7 | VAL 1 8 | VAL 2 8 | ALG 1 5 | ALG 2 8 | 11º  | 29    |

### Formula Renault 2.0 Eurocup
(legenda) (Le gare in grassetto indicano la pole position) (Gare in corsivo indicano Gpv)
| Anno | Scuderia      | Vettura        | 1         | 2        | 3        | 4        | 5        | 6        | 7        | 8         | 9        | 10        | 11        | 12        | 13        | 14       | 15        | 16        | Pos. | Punti |
| ---- | ------------- | -------------- | --------- | -------- | -------- | -------- | -------- | -------- | -------- | --------- | -------- | --------- | --------- | --------- | --------- | -------- | --------- | --------- | ---- | ----- |
| 2009 | SG Formula    | Tatuus-Renault | CAT 1 Rit | CAT 2 10 | SPA 1 28 | SPA 2 21 | HUN 1 10 | HUN 2 12 | SIL 1 13 | SIL 2 18  | BUG 1 23 | BUG 2 17  | NÜR 1 8   | NÜR 2 Rit | ALC 1 Rit | ALC 2 19 |           |           | 24º  | 5     |
| 2010 | Tech 1 Racing | Tatuus-Renault | ALC 1 8   | ALC 2    | SPA 1 14 | SPA 2 15 | BRN 1 12 | BRN 2 14 | MAG 1 8  | MAG 2 Rit | HUN 1 16 | HUN 2 Rit | HOC 1 Rit | HOC 2 8   | SIL 1 9   | SIL 2 NP | CAT 1 Rit | CAT 2 Rit | 12º  | 28    |

### Campionato del mondo turismo
(legenda) (Le gare in grassetto indicano la pole position) (Gare in corsivo indicano Gpv)
| Anno | Scuderia           | Vettura                 | 1         | 2        | 3        | 4         | 5        | 6       | 7         | 8        | 9         | 10        | 11        | 12      | 13        | 14       | 15        | 16        | 17        | 18       | 19      | 20        | 21        | 22        | 23        | 24        | Pos. | Punti |
| ---- | ------------------ | ----------------------- | --------- | -------- | -------- | --------- | -------- | ------- | --------- | -------- | --------- | --------- | --------- | ------- | --------- | -------- | --------- | --------- | --------- | -------- | ------- | --------- | --------- | --------- | --------- | --------- | ---- | ----- |
| 2012 | SUNRED Engineering | SUNRED SR León 1.6T     | ITA 1     | ITA 2    | SPA 1    | SPA 2     | MAR 1    | MAR 2   | SLO 1     | SLO 2    | UNG 1     | UNG 2     | AUT 1     | AUT 2   | POR 1     | POR 2    | BRA 1     | BRA 2     | USA 1     | USA 2    | GPN 1   | GPN 2     | CIN 1 16  | CIN 2 18  | MAC 1     | MAC 2     | NC   | 0     |
| 2013 | Campos Racing      | SEAT León WTCC          | ITA 1     | ITA 2    | MAR 1    | MAR 2     | SLO 1    | SLO 2   | UNG 1 12  | UNG 2 19 | AUS 1 Rit | AUS 2 NP  | RUS 1     | RUS 2   | POR 1 18  | POR 2 14 | ARG 1 13  | ARG 2 8   | USA 1 13  | USA 2 14 | GIA 1   | GIA 2     | CIN 1 Rit | CIN 2 12  | MAC 1 Rit | MAC 2 Rit | 21º  | 4     |
| 2014 | Campos Racing      | Chevrolet RML Cruze TC1 | MAR 1 8   | MAR 2 3  | FRA 1 6  | FRA 2 10  | UNG 1 10 | UNG 2 3 | SVC 1 11  | SVC 2 C  | AUT 1 NC  | AUT 2 Rit | RUS 1 Rit | RUS 2 9 | BEL 1 12  | BEL 2 9  | ARG 1 Rit | ARG 2 Rit | PEC 1 12  | PEC 2 11 | SHA 1 9 | SHA 2 8   | GPN 1 5   | GPN 2 Rit | MAC 1 NC  | MAC 2 3   | 12º  | 85    |
| 2015 | Campos Racing      | Chevrolet RML Cruze TC1 | ARG 1 Rit | ARG 2 NP | MAR 1 15 | MAR 2 9   | UNG 1 3  | UNG 2 8 | GER 1 Rit | GER 2 NP | RUS 1 12  | RUS 2 8   | SLO 1 5   | SLO 2 5 | FRA 1 Rit | FRA 2 6  | POR 1 Rit | POR 2 7   | GPN 1 10  | GPN 2    | CIN 1 8 | CIN 2 Rit | THA 1 Rit | THA 2 NP  | QAT 1 3   | QAT 2 6   | 9º   | 120   |
| 2016 | Lada Sport Rosneft | Lada Vesta WTCC         | FRA 1 5   | FRA 2 7  | SVC 1 12 | SVC 2 Rit | UNG 1 6  | UNG 2 9 | MAR 1 Rit | MAR 2 4  | GER 1 6   | GER 2 10  | RUS 1 4   | RUS 2 7 | POR 1 Rit | POR 2 9  | ARG 1 Rit | ARG 2 Rit | GPN 1 Rit | GPN 2 13 | CIN 1 6 | CIN 2 12  | QAT 1 Rit | QAT 2 Rit |           |           | 12º  | 78    |

### TCR International Series
(legenda) (Le gare in grassetto indicano la pole position) (Gare in corsivo indicano Gpv - 1 punto addizionale)
| Anno | Scuderia                   | Vettura        | 1         | 2       | 3       | 4       | 5        | 6        | 7       | 8         | 9     | 10    | 11    | 12    | 13    | 14    | 15    | 16    | 17    | 18    | 19       | 20        | 21    | 22    | Pos. | Punti |
| ---- | -------------------------- | -------------- | --------- | ------- | ------- | ------- | -------- | -------- | ------- | --------- | ----- | ----- | ----- | ----- | ----- | ----- | ----- | ----- | ----- | ----- | -------- | --------- | ----- | ----- | ---- | ----- |
| 2015 | Campos Racing              | Opel Astra OPC | MAL 1     | MAL 2   | CIN 1   | CIN 2   | SPA 1    | SPA 2    | POR 1   | POR 2     | ITA 1 | ITA 2 | AUT 1 | AUT 2 | RUS 1 | RUS 2 | RBR 1 | RBR 2 | SIN 1 | SIN 2 | THA 1 21 | THA 2 Rit | MAC 1 | MAC 2 | NC   | 0     |
| 2017 | Lukoil Craft-Bamboo Racing | SEAT León TCR  | GEO 1 Rit | GEO 2 9 | BHR 1 2 | BHR 2 3 | BEL 1 15 | BEL 2 NP | ITA 1 6 | ITA 2 Rit | AUT 1 | AUT 2 | UNG 1 | UNG 2 | GER 1 | GER 2 | THA 1 | THA 2 | CIN 1 | CIN 2 | EAU 1    | EAU 2     |       |       | 16º  | 46    |